# الخدراء (قارة)

تعديل مصدري - تعديل

الخدراء هي إحدى قرى عزلة قارة بمديرية قارة التابعة لمحافظة حجة، بلغ تعداد سكانها 549 نسمة حسب تعداد اليمن لعام 2004.